# ヒット中継車No.1
『ヒット中継車No.1』（ヒットちゅうけいしゃナンバーワン）は、1969年6月27日から1970年3月27日までTBS系列局で放送されていたTBS製作の歌謡バラエティ番組である。放送時間は毎週金曜 19:00 - 19:30 （日本標準時）。

## 概要
東京都内にある主要公会堂からの生放送を行っていた公開番組。番組は、ゲスト歌手の小学生時代のエピソードを寸劇で紹介する「テレビ笑説」や「話題のヒット曲」などのコーナーで構成されていた。
当初は14回で終了する予定だったが、結果的には9か月間放送された。

## 司会
- 小野ヤスシ（当時ドンキーカルテット）
- 天地総子

## 放送局
特記の無い場合は全て放送時間は金曜 19:00 - 19:30、同時ネット。
- TBS （製作局）
- 北海道放送
- 青森テレビ（1969年12月の開局時から放送）
- 岩手放送：金曜 18:00 - 18:30[3]
- 東北放送
- 新潟放送[4]
- 北陸放送：火曜 18:00 - 18:30（開始当初）→ 水曜 18:00 - 18:30（1969年10月から、遅れネット）[5]
- 福井放送（放送当時は日本テレビ系列）[4]
- 信越放送：木曜 18:00 - 18:30[6]
- 静岡放送[7]
- 中部日本放送[8]
- 朝日放送
- 山陰放送：水曜 18:00 - 18:30[9]
- 山陽放送
- 中国放送
- RKB毎日放送
- 大分放送：水曜 18:00 - 18:30（遅れネット）[10]
- 南日本放送：水曜 18:00 - 18:30（遅れネット）[11]
- ほか